# بن 10 إليين فورس: فلغاكس أتاكس
بن 10 إليين فورس: فلغاكس أتاكس (بالإنجليزية: Ben 10 Alien Force: Vilgax Attacks)‏ هي لعبة فيديو صدرت في أكتوبر 27, 2009، وهي متوفرة على أجهزة نينتندو دي إس وبلاي ستيشن 2 وبلاي ستيشن بورتبل ووي وإكس بوكس 360. اللعبة من تطوير وي وبلاي ستيشن 2.

## وصلات خارجية
- بن 10 إليين فورس: فلغاكس أتاكس على موقع IMDb (الإنجليزية)